# Ponte Mendota

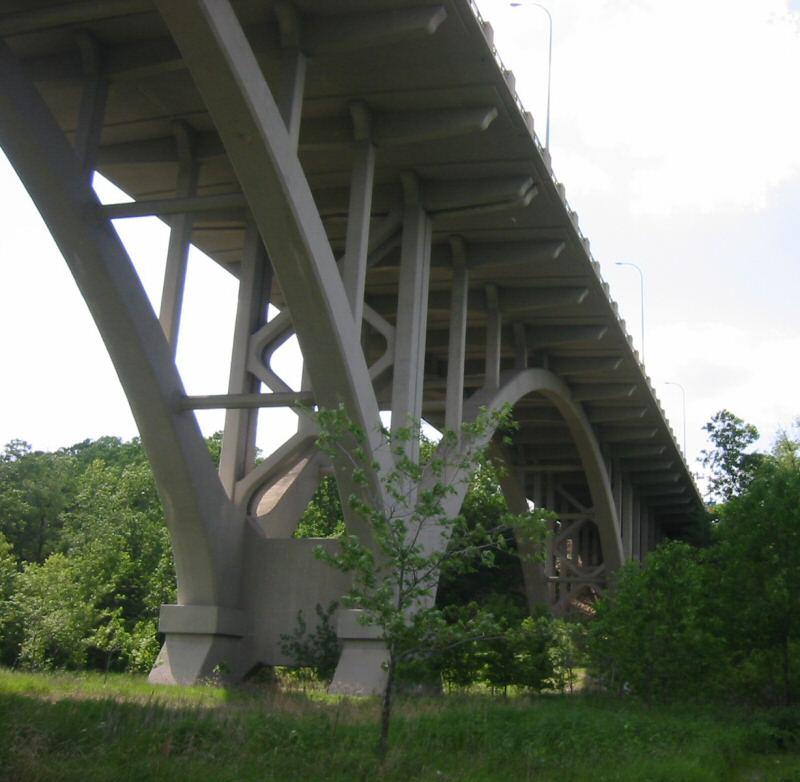
Ponte Mendota

A ponte Mendota está localizada na estrada Minnesota State Highway 55 no estado norte-americano de Minnesota. Ela cruza o rio Minnesota entre Fort Snelling e Mendota.
É a última ponte sobre o Rio Minnesota antes do Minnesota fluir para o Rio Mississippi. Mendota na língua dakota significa o "encontro das águas".

## História
A estrutura foi projetada por C.A.P. Turner e Walter H. Wheeler. Turner também projetou o Aerial Lift Bridge em Duluth, Minnesota e Liberty Memorial Bridge entre  Bismarck e Mandan, Dakota do Norte.